# Photostylus
Photostylus is een monotypisch geslacht van straalvinnige vissen uit de familie van de gladkopvissen (Alepocephalidae). Het geslacht is voor het eerst wetenschappelijk beschreven in 1933 door Beebe.

## Soort
- Photostylus pycnopterus Beebe, 1933